# Stéphane Ravacley
Stéphane Ravacley (né le 6 juin 1970 à Besançon) est un homme politique français. Artisan-boulanger de profession, il s'est établi dans le quartier Rivotte à Besançon. Il est connu à partir de 2021 pour avoir entamé une grève de la faim, en soutien à son apprenti guinéen alors menacé d'expulsion. 
Il est candidat aux élections législatives de 2022 investi par la NUPES. En mars 2023, il annonce rejoindre le Parti socialiste (PS) où il est nommé secrétaire national pour le commerce, les petites entreprises et l'artisanat.

## Biographie

### Débuts
Stéphane Ravacley est né le 6 juin 1970 à Besançon, mais est originaire d’une famille paysanne de Bonnevent-Velloreille en Haute-Saône.
Pâtissier pendant son service militaire à La Réunion, il ouvre en 1998 la boulangerie La Hûche à pain, dans le quartier Rivotte à Besançon, où il propose notamment des pains spéciaux réalisés à partir d'une technique particulière d'hydratation et de levain naturel.
En 2006, il recrée un pain romain à partir d'une recette du traité de Caton De agri cultura, pour l'exposition De Vesontio à Besançon, au musée des Beaux-Arts et d'Archéologie de Besançon. En 2009, il propose un « croissant anti-crise » à 65 centimes d'euros. Amateur d'art, il installe en 2011 dans sa boulangerie une œuvre en métal de la sculptrice Émilie Muzy représentant un cheval. En 2014, il remporte le premier prix de la catégorie artisan de la finale régionale du concours Talents Gourmands organisé par le Crédit Agricole et le Bottin gourmand.
En février 2014, il figure sur la liste Besançon générations citoyennes pour les élections municipales. En 2019, il participe à une opération en partenariat avec des miss de la région, représentées sur les fèves, qui conduisent à faire gagner à des associations un euro par galette vendue.

### Grève de la faim
En août 2019, il signale dans l'Est républicain ses difficultés à recruter un apprenti, et prend en apprentissage dans sa boulangerie un jeune mineur non accompagné originaire de Guinée. Début 2021, ce dernier devient majeur, il n'est plus pris en charge et se trouve en situation irrégulière, sous OQTF, malgré sa formation au CAP. Les recours restant vains, Stéphane Ravacley décide d'alerter les médias, lancer une pétition, puis d'entamer une grève de la faim afin d'attirer l'attention sur la situation, qui est alors relayée dans des médias de plusieurs pays. Le jeune apprenti est régularisé après une douzaine de jours, et Ravacley interrompt sa grève de la faim,. Un documentaire de Corentin Germaneau en trois épisodes retrace ce combat.
En octobre 2021, il est présent au Sénat à l'occasion de l'examen d'une proposition de loi de Jérôme Durain visant à sécuriser l’intégration des jeunes majeurs étrangers en cours de formation.

### Solidarité avec l'Ukraine
Début 2022, lors de l'invasion de l'Ukraine par la Russie, Stéphane Ravacley organise un convoi pour acheminer des dons à destination de l'Ukraine, et ramener des réfugiés ukrainiens en France au retour. Ce premier convoi conduit à la création de l'association Les convois solidaires, dont il est président d'honneur et qui organise le 2 avril 2022 un deuxième convoi de 36 tonnes de denrées pour l'Ukraine.

### Campagne législative et engagement politique

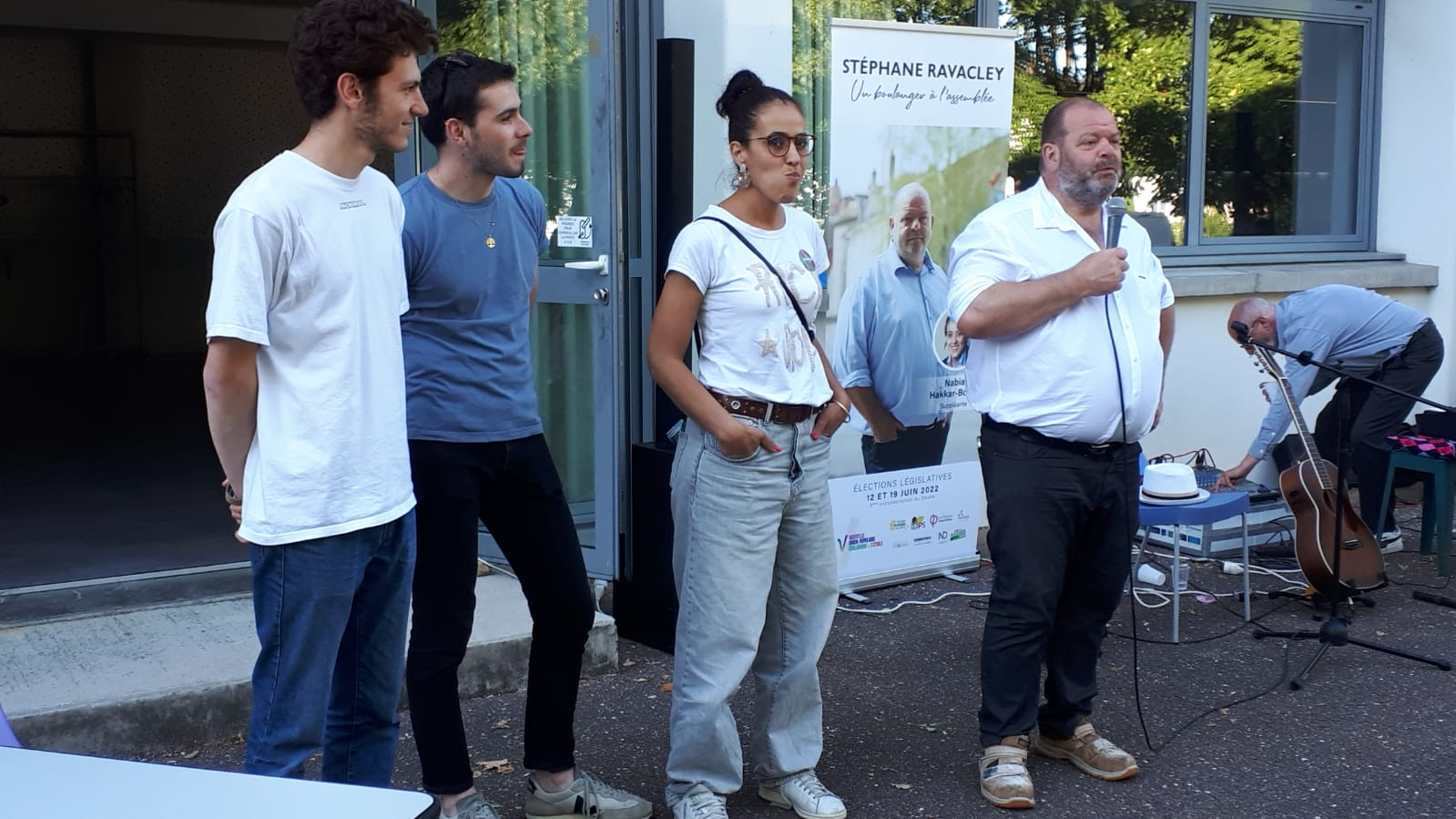
Stéphane Ravacley en campagne législative (2022)

En mai 2022, poussé par le collectif "Quartier Général" cofondé par Noé Girardot-Champsaur et Sarah Durieux, Stéphane Ravacley se présente comme candidat aux élections législatives avec le soutien d'Europe Écologie-Les Verts puis est investi par la NUPES, dans sa circonscription du Doubs à Besançon,,. Il n’adhère toutefois pas à EELV afin de « garder (sa) liberté de ton et de conscience ». Il déclare vouloir porter « la voix des petites entreprises des villages et petites villes » et les « redynamiser en réimplantant l’artisanat ». Il promet aussi de défendre le monde de l’agriculture, avec le but de le « sortir de sa dépendance vis-à-vis de la grande distribution ».
Au festival de Cannes 2022, les frères Dardenne dédient leur film Tori et Lokita, retraçant le parcours de deux immigrés, à Stéphane Ravacley, pour son acte de solidarité.
Dans le cadre du débat télévisé de France 3 Franche-Comté du mercredi 1er juin 2022, Stéphane Ravacley affirme payer ses employés 2 300 euros nets par mois. Après vérifications, bulletins de salaire à l'appui et selon le témoignage d'une ex-employée, Stéphane Ravacley reconnait son erreur : il paye en réalité ses employés au niveau du SMIC, hormis son boulanger, payé en effet aux alentours des 2 300 euros nets. "Il précise que lui, en tant que patron, se dégage un revenu de 1500 euros par mois, soit bien moins que son salarié le mieux payé". 
Le 19 juin 2022, il est battu aux second tour des législatives par Éric Alauzet, député LREM sortant qui obtient 52,26 % des suffrages.
En mars 2023, il annonce rejoindre le Parti socialiste (PS). Au terme du Congrès de Marseille, il devient secrétaire national du PS chargé du commerce, de l'artisanat et des TPE.
Il est candidat aux élections européennes de 2024 sur la liste du PS, menée par Raphaël Glucksmann, en 27e position, ce qui le rend non-éligible.

## Résultats électoraux

### Élections législatives
| Année | Parti et coalition | Parti et coalition | Circonscription | 1er tour | 1er tour | 1er tour | 2d tour | 2d tour | 2d tour |
| Année | Parti et coalition | Parti et coalition | Circonscription | Voix     | %        | Rang     | Voix    | %       | Issue   |
| ----- | ------------------ | ------------------ | --------------- | -------- | -------- | -------- | ------- | ------- | ------- |
| 2022  |                    | DVG (NUPES)        | 2e du Doubs     | 13 112   | 32,51    | 1er      | 17 594  | 47,75   | Battu   |